# Olympische Winterspiele 2022/Teilnehmer (Iran)
| Gelbes Symbol für Goldmedaillen mit stilisierten Olympischen Ringen | Graues Symbol für Silbermedaillen mit stilisierten Olympischen Ringen | Braundes Symbol für Bronzemedaillen mit stilisierten Olympischen Ringen |
| ------------------------------------------------------------------- | --------------------------------------------------------------------- | ----------------------------------------------------------------------- |
| —                                                                   | —                                                                     | —                                                                       |

Iran nahm an den Olympischen Winterspielen 2022 in Peking mit drei Athleten, davon zwei Männer und eine Frau, in zwei Sportarten teil. Es war die zwölfte Teilnahme Irans an Olympischen Winterspielen.

## Teilnehmer nach Sportarten

### Ski Alpin
| Athleten                | Wettbewerbe                                   | 1. Lauf                                       | 1. Lauf                                       | 2. Lauf                                       | 2. Lauf                                       | Gesamt                                        | Gesamt                                        |
| Athleten                | Wettbewerbe                                   | Zeit                                          | Rang                                          | Zeit                                          | Rang                                          | Zeit                                          | Rang                                          |
| ----------------------- | --------------------------------------------- | --------------------------------------------- | --------------------------------------------- | --------------------------------------------- | --------------------------------------------- | --------------------------------------------- | --------------------------------------------- |
| Frauen                  |                                               |                                               |                                               |                                               |                                               |                                               |                                               |
| Atefeh Ahmadi           | Slalom                                        | 1:11,88 min                                   | 57                                            | DNF                                           | DNF                                           | ausgeschieden                                 | ausgeschieden                                 |
| Männer                  |                                               |                                               |                                               |                                               |                                               |                                               |                                               |
| Hossein Saveh Shemshaki | wegen positiven Dopingbefundes ausgeschlossen | wegen positiven Dopingbefundes ausgeschlossen | wegen positiven Dopingbefundes ausgeschlossen | wegen positiven Dopingbefundes ausgeschlossen | wegen positiven Dopingbefundes ausgeschlossen | wegen positiven Dopingbefundes ausgeschlossen | wegen positiven Dopingbefundes ausgeschlossen |

### Skilanglauf
| Athleten               | Wettbewerbe     | Finale      | Finale |
| Athleten               | Wettbewerbe     | Zeit        | Rang   |
| ---------------------- | --------------- | ----------- | ------ |
| Männer                 |                 |             |        |
| Danial Saveh Shemshaki | 15 km Klassisch | 47:26,0 min | 84     |